# 灰头渔雕
灰头渔雕（学名：Icthyophaga ichthyaetus）是一种分布在南亚及东南亚的猛禽，属于鹰科海雕亚科渔雕属，主要以鱼类为食，外观与渔雕及玉带海雕类似。其体型粗壮，成鸟身体呈深棕色、头部灰色，尾及腿白色，尾尖端深棕色。